# 黎臣
黎臣（1453年—？），字希夔，四川重慶府長壽縣人，軍籍，明朝政治人物。

## 生平
四川鄉試第七名舉人，成化二十三年（1487年）中式丁未科會試第一百八十六名，二甲第一百九名進士。弘治十一年官河南鄭州同知。

## 家族
曾祖黎愷；祖父黎雍，封戶部員外郎；父黎復登，戶部員外郎。母程氏（贈安人）；繼母王氏（封安人）。